# Gehegsmühle
Gehegsmühle ist ein Gemeindeteil der Stadt Seßlach im oberfränkischen Landkreis Coburg in Bayern.

## Geografie
Die Einöde liegt etwa zwölf Kilometer westlich von Coburg an der Rodach. Die Gemarkungsgrenze entspricht im Nordosten der bayerischen Landesgrenze zu Thüringen. Durch den Ort führt die Kreisstraße CO 19 von Gemünda in Oberfranken als K 501 nach Ummerstadt in Thüringen.

## Geschichte
Die erste Baubewilligung für eine Mühle an der Rodach, nahe der Grenze zum Fürstentum Sachsen-Hildburghausen, hatte 1715 Johann Wendel Weißbrodt aus Hildburghausen erhalten. Das Bauland, eine Wiese, erwarb später der Seßlacher Bürger Lorenz Müller von Weißbrodt. Zuvor hatte im Jahr 1727 der Würzburger Bischof Christoph Franz den Betrieb einer Mahl- und Papiermühle Müller genehmigt. Die Mühle hatte ihren Namen nach der anliegenden Flur Geheg.
Im Januar 1806 nahm Graf Joseph Carl die Tambacher Lande, zu denen auch die Gehegsmühle gehörte, als reichsunmittelbare Grafschaft Ortenburg-Tambach in Besitz. Im Oktober 1806 wurde die Grafschaft mediatisiert. Von Dezember 1806 bis 1810 gehörte die Gehegsmühle als Teil des Tambacher Landes zum Großherzogtum Würzburg. Nach dessen Auflösung wurde das Herrschaftsgericht Tambach dem Mainkreis zugeordnet.
1862 erfolgte die Eingliederung der Gemeinde Gemünda mit ihrem Gemeindeteil Gehegsmühle in das neu geschaffene bayerische Bezirksamt Staffelstein. Im Jahr 1871 zählte Gehegsmühle vier Einwohner und fünf Gebäude. Die zuständige evangelische Pfarrei und Schule befand sich im zwei Kilometer entfernten Gemünda. Im Jahr 1900 umfasste die Landgemeinde Gemünda mit der Gehegsmühle eine Fläche von 589,23 Hektar, 399 Einwohner, von denen 376 evangelisch waren, und 106 Wohngebäude. In Gehegsmühle lebten sieben Personen, die alle evangelisch waren, in einem Wohngebäude.
Die Papiermühle hatte ein durch Wasserkraft betriebenes Stampfwerk zur Papierbereitung und war bis 1850 in Betrieb. Die Mahlmühle wurde nach dem Ersten Weltkrieg stillgelegt. Das Wohngebäude war ein eingeschossiger Mansard-Halbwalmdachbau mit vier zu fünf Achsen. Der Keller bestand aus einem Sandsteinquadermauerwerk, das Erd- und Mansardgeschoss aus Fachwerk. Im Keller trug ein Scheitelstein die Jahreszahl 1750.
1925 hatte die Einöde sechs Einwohner und ein Wohngebäude und 1950, als der Ort dem Sprengel der katholischen Pfarrei Autenhausen zugeordnet war, dreizehn Einwohner. 1970 zählte die direkt an der Innerdeutschen Grenze gelegene Gehegsmühle bei einem Wohngebäude fünf und 1987 zwei Einwohner.
Am 1. Juli 1972 wurde der Landkreis Staffelstein aufgelöst. Seitdem gehört Gemünda mit Gehegsmühle zum Landkreis Coburg. Im Zuge der bayerischen Gebietsreform verlor Gemünda am 1. Mai 1978 seine Selbstständigkeit als Gemeinde und wurde, wie sein Ortsteil Gehegsmühle, ein Gemeindeteil der Stadt Seßlach.